# V Международный кинофестиваль «Зеркало» имени Андрея Тарковского
V Международный кинофестиваль имени Андрея Тарковского «Зеркало» прошёл в городе Иваново с 23 по 29 мая 2011 года. Также в программе фестиваля прошли мероприятия в городах Плёс, Юрьевец, Шуя, Кинешма и Родники.

## Программы показов фестиваля
- Международный конкурс игровых фильмов
- Программа «Новое российское кино»
- Программа любимых фильмов А.Тарковского (8 фильмов)
- Программа документального кино
- Программа анимационных фильмов
- Программа студенческих фильмов
- Программа видеоарта

## Жюри
- Рэйф Файнс — актёр (Великобритания). Председатель жюри.
- Гвюдрун Гисладоуттир — актриса (Исландия)
- Михал Лещиловски (Michal Leszczylowski) — режиссёр-документалист, режиссёр монтажа (Польша)
- Лоран Даниелу (Laurent Danielou) — продюсер (Франция)
- Анна Меликян — режиссёр, продюсер.

## Программа фестиваля
- Международный конкурс игровых фильмов
- «СВОИ» Российское кино 2010—2011
- Ретроспектива любимых фильмов Андрея Тарковского
- Панорама документальных фильмов «Рождение искусства»
- Программа короткометражных фильмов «Легкое дыхание»
- Программа российского видеоарта «Повествование»
- Российская анимация: Где и когда
- Зарубежная анимация

## Фильмы участники

### Международный конкурс игровых фильмов
Официальная программа
- «Амадор», Испания, режиссёр Фернандо Леон де Араноа
- «Большинство», Турция, режиссёр Серен Юдже
- «Броуновское движение», Нидерланды, режиссёр Нанук Леополд
- «Дневники Мусана», Южная Корея, режиссёр Пак Чжунбом
- «Зубатка (как я дружил в социальной сети)», США, режиссёры Генри Джуст, Ариэль Шульман
- «Канава», Гонконг, Франция, Бельгия, режиссёр Ван Бин
- «Мамонт (Последний мамонт Франции)», Франция, режиссёры Бенуа Дельпин, Гюстав Керверн
- «Обратное движение», Россия, режиссёр Андрей Стемпковский
- «Посмертно», Чили, Германия, Мексика, режиссёр Пабло Ларраин
- «Туринская лошадь», Венгрия, Франция, Швейцария, Германия, режиссёр Бела Тарр

Вне конкурса
- «Пережить жизнь (теория и практика)», Чехия, Словакия, Япония, режиссёр Ян Шванкмайер

### «Свои» Российское кино 2010—2011
- «Generation П»
- «В субботу»
- «Гоп-стоп»
- «Детям до 16…»
- «Жить»
- «Золотое сечение»
- «Зона турбулентности»
- «Иванов»
- «Кочегар»
- «Кто я?»
- «Неадекватные люди»
- «Парень с Марса»
- «Перемирие»
- «ПираМММида»
- «Самка»
- «Щелкунчик и Крысиный Король»
- «Я тебя люблю»
- «Явление природы»

## Победители
- Гран-при «За лучший игровой фильм» — «Дневники Мусана», режиссёр Пак Чжунбом (Южная Корея)[1]
- Диплом жюри — «Туринская лошадь», режиссёр Бела Тарр (Венгрия)
- Диплом жюри — «Канава», режиссёр Ван Бин (Гонконг)
- Приз «За лучшую мужскую роль» — Барту Кючюкчаглаян (Турция), фильм «Большинство»
- Приз «За лучшую женскую роль» Магали Сольер (Испания), фильм «Амадор»
- Приз Губернатора Ивановской области — «Посмертно», режиссёр Пабло Ларраин (Чили)
- Приз «Надежда» — приз президента кинофестиваля — Евгения Кулиджанова «Как я поступил со смертью», Евгения Марченко «Быть или казаться», Наталия Суринович «Балерина и зеркало», Дина Великовская «Страницы страха»
- Приз зрительских симпатий — «Амадор», режиссёр Фернандо Леон де Араноа (Испания)